# Orthophytum zanonii
Orthophytum zanonii é uma espécie de planta do gênero Orthophytum e da família Bromeliaceae. 

## Taxonomia
A espécie foi descrita em 2004 por Elton Martinez Carvalho Leme. 

## Forma de vida
É uma espécie rupícola e herbácea. 

## Descrição
| Caule                         | Caule                  |
| ----------------------------- | ---------------------- |
| caule                         | longo caulescente      |
| Folha                         |                        |
| folha                         | não formando roseta    |
| lâmina foliar                 | fortemente coriácea    |
| lâmina foliar - face abaxial  | lepidota               |
| Inflorescência                |                        |
| inflorescência                | séssil                 |
| pedúnculo                     | ausente                |
| indumento dos pedúnculos      | glabro                 |
| inflorescência                | composta               |
| inflorescência                | em espiga de glomérulo |
| Flor                          |                        |
| bráctea floral - face abaxial | lepidota               |
| bráctea floral - face adaxial | lepidota               |
| bráctea floral                | verde                  |
| sépala                        | verde                  |
| pétala                        | esverdeada             |

## Conservação
A espécie faz parte da Lista Vermelha das espécies ameaçadas do estado do Espírito Santo, no sudeste do Brasil. A lista foi publicada em 13 de junho de 2005 por intermédio do decreto estadual nº 1.499-R. 

## Distribuição
A espécie é encontrada no estado brasileiro do Espírito Santo. 
A espécie é encontrada no domínio fitogeográfico de Mata Atlântica, em regiões com vegetação de vegetação sobre afloramentos rochosos.